# Innerlijke kleur
Innerlijke kleur is een muurschildering in Amsterdam Nieuw-West.
De muurschildering dateert van 2013 en is aangebracht op een blinde muur in de Paul Scholtenstraat. Deze straat binnen het Algemeen Uitbreidingsplan (UAP) van Cor van Eesteren en Ko Mulder in tuindorp Slotermeer kreeg op 11 december 1953 zijn naam; een vernoeming naar rechtsgeleerde Paul Scholten. In de daaropvolgende jaren werd de straat volgebouwd met woningen (twee bouwlagen en een zolder) naar ontwerp van Jacob Dunnebier. De woninkjes zijn gangbaar voor die jaren en vallen hier nauwelijks op, maar de inrichting van de buurt zorgt ervoor dat de hele buurt de status kreeg van Orde 2 (tegen monument aan). Het betekende korte woonblokjes waarvan de zijgevels steevast blind waren uitgevoerd.
Deze blinde muren werden in de 21e eeuw als niet echt fraai beschouwd en men begon te bekijken of er iets aangedaan kon worden. Het leverde de Spaanse kunstenaar Skount (1985), die toen in Amsterdam werkzaam was, de opdracht op de blinde gevel van Paul Scholtenstraat 99 te beschilderen. Skounts visie meegenomen vanuit zijn jeugd is dat het leven een groot toneelstuk is of lijkt en dat iedereen daardoor een masker opheeft om zo zijn/haar eigen karakter en bedoelingen te verbloemen. Maskers zijn dan ook de artistieke handtekening binnen zijn oeuvre, dat ook in 2025 verder groeit. Wat direct opvalt aan dit werk is de scherpe kleurstelling van het middenstuk tegenover de zachte kleuren van de achtergrond. De afgebeelde vrouw zet hier haar masker af om haar ware aard te tonen.
Een andere muurschildering getiteld Fertility van Skount uit dezelfde periode aan het Johan Brouwerpad ging verloren; de gebouwen werden gesloopt.

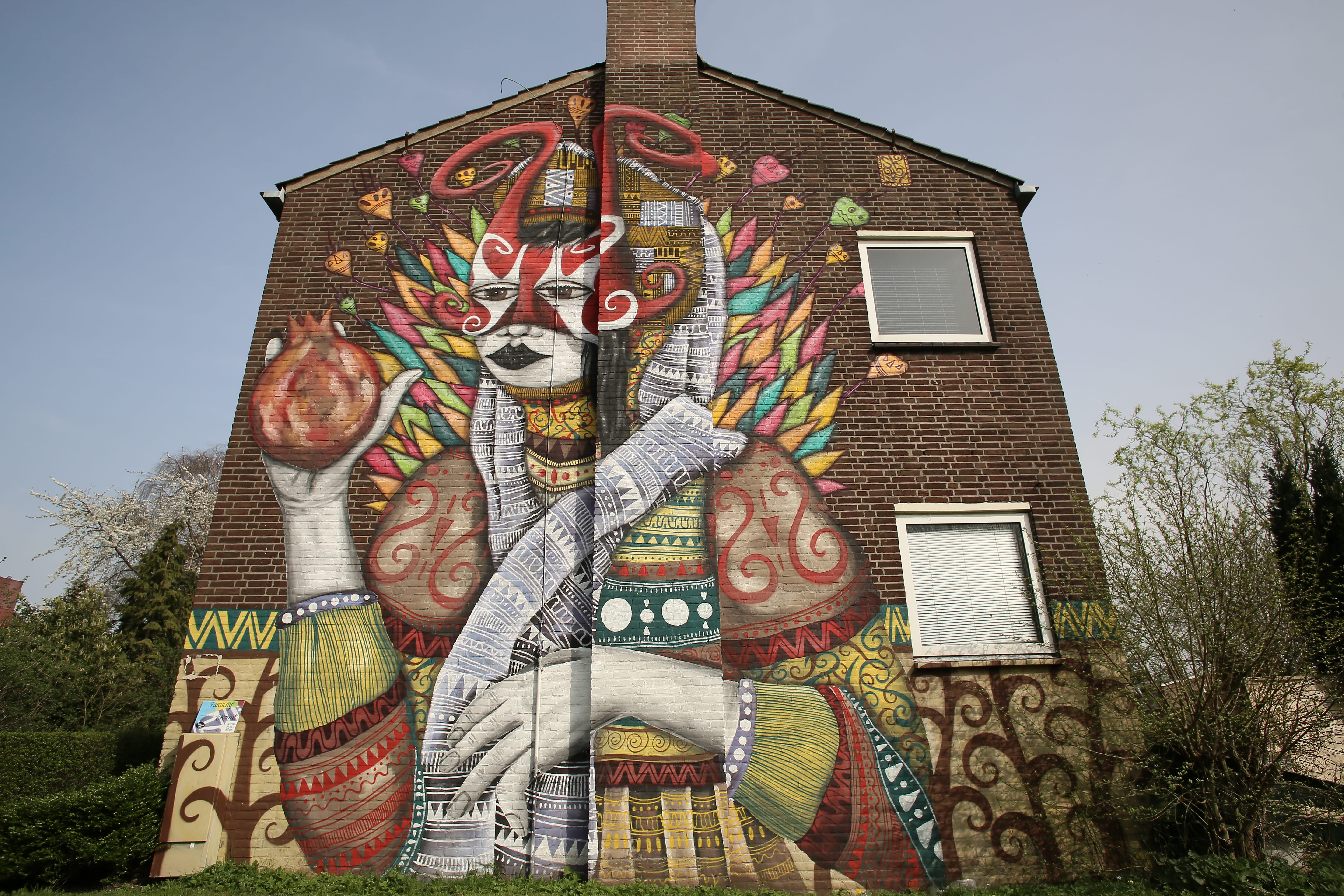
Fertility van Skount (2012); pand werd gesloopt